# Kazuyuki Morisaki
Kazuyuki Morisaki (født 7. maj 1981) er en japansk fodboldspiller.